# صفريات (فصيلة)
صُفْرِيّات أو فوق عائلة كالسيدويديا أو فوق فصيلة كالسيدويديا (الاسم العلمي: Chalcidoidea) (الاسم العلمي من اليونانية khalkos، والتي تعني "نحاس"، وذلك بسبب لونها المعدني). وهي فصيلة عليا من الحشرات من رتبة غشائيات الأجنحة. تحتوي على حوالي 22500 نوع معروف، وتنوع الإجمالي يقدر بأكثر من 500000 نوع، مما يعني أن الغالبية العظمى لم يتم اكتشافها ووصفها بعد.